# Джованні IV Кріспо
Джованні IV (італ. Giovanni IV Crispo; 1499 — 1564) — 20-й герцог Архіпелагу (Наксосу) в 1517—1564 роках.

## Життєпис
Походив з веронського роду Кріспо. Син Франческо III, герцога Архіпелагу, та Таддеї Катерини Лоредан. Народився 1499 року. 1510 року після повалення батька був оголошений новим правителем. Втім венеційці перебрали владу в герцогстві, призначивши тут свого губернатора — Джакомо І Гоццадіні, синьйору Кеа. Самого Джованні перевезли до Венеції. 1511 року після смерті батька Джованні новим губернатором Наксосу став його вуйко Антоніо Лоредан.
Лише 1517 року йому було передано герцогську владу. Того ж року під час нападу османських корсарів потрапив у полон. За нього сплатила викуп Венеція. На початку 1518 року захопив острів Парос, скориставшись смертю Соммаріпи. Проте невдовзі під тиском Венеції передав його Флоренці Вен'єр, сестрі покійного.
1521 року надав допомогу флоту госпітальєрів, що боровся в корсарській війні з османським флотом. Водночас став обговорювати з великим магістром Філіппом де Вільє де л'Іль-Адамом план перенесення резиденції з Родосу на Наксос. Проте ці наміри не сповнилися через напад османів у 1522 році, наслідком чого стало повалення влади госпітальєрів на Родосі. За цим відбувається ліквідація командорства госпітальєрів на Наксосі. Водночас папа римський Климент VII перетворився Наксоську єпархію в архієпархію. Першим архієпископом став Джакомо Коппо. Водночас сам герцог двічі до 1537 року відвідував Венецію, де просив гроші та галери з метою організації оборони своїх володінь.
З початку 1530-х років Наксос постійно перебував під загрозою нападів османських корсарів. В 1536 капудан-паша Хайр ад-Дін Барбаросса здійснив декілька нападів на острови герцогства, сплюндрувавши Кеа, Кіфнос і Парос. 11 листопада 1536 року Джованні IV одноразово сплатив 5 тис. дукатів і зобов'язався виплачувати щорічну данину в 5 тисячі дукатів щорічно (при загальних доходах герцогства в 10 тис. дукатів). З огляду на це Джованні IV не надав якоїсь допомоги Венеційської республіці, коли та 1537 року вступила в нову війну з Османською імперією.
Натомість звернувся до Папського престолу із закликом організувати новий хрестовий похід, щоб звільнити Егейський регіон від османів. 1538 року було створено Священну лігу для війни з Османською імперією. Але того ж року флот християнських держав зазнав тяжкої поразки у морській битві біля Превези. Наслідком стало визнання Джованні IV зверхності османського султана. Натомість герцог отримав острови Парос і Кеа, а Нікколо Гоццадіні, синьйор Сіфносу, став прямим васалом Османської імперії. Також розмір данини було зменшено до 4 тис. дукатів. Проте зумів ухилитися від намагання Барбаросси втягнути герцогство в підготовку до нападу на Крит, що належав Венеції. У відповідь капудан-паша запровадив правило зупинки усіх османських флотоводців на Наксосі, де герцог повинен був сплачувати «подарунки» (каніскі).
З огляду на це Джованні IV в дипломатії став більше орієнтуватися на Францією, з якою османський султан Сулейман Пишний уклав військово-політичний союз. В результаті французьке посольство в Стамбулі стало виступати як захисник герцогства Архіпелагу.
З середини 1550-х років під тиском султанського дивану погодився на впровадження на підвладних островах православних єпархій, які підпорядковувалися Константинопольському патріарху. Невдовзі вступив з ними в конфлікт, оскільки розглядав цих єпископів як шпигунів султана. Разом з тим мав конфлікт із католицьким кліром через бажання керувати ним, призначаючи власних єпископів. 1561 року навіть планував об'єднати місцевих католиків і православних в єдину церкву з підпорядкуванням Константинопольському патріарху.
Помер Джованні IV Кріспо 1564 року. Йому спадкував другий син Джакомо IV.

## Родина
Дружина — Адріана Гоццадіні з роду синьйорів о. Сіфнос.
Діти:
- Катерина (д/н—після 1534), дружина Нікколо III Гоццадіні
- Франческо (д/н—1550)
- Джакомо (д/н—1576), 21 герцог Архіпелагу
- Таддея, дружина Джана Франческо Соммаріпа, синьйора Андросу